# Bárcena de Pie de Concha
Bárcena de Pie de Concha is een gemeente in de Spaanse provincie en regio Cantabrië met een oppervlakte van 30,53 km². Bárcena de Pie de Concha telt 710 inwoners (1 januari 2016).

## Demografische ontwikkeling
Bron: INE, 1857-2011: volkstellingen
Opm.: In 1877 werd de gemeente Pujayo aangehecht